# Ente, Tod und Tulpe (Film)
Ente, Tod und Tulpe ist ein deutscher animierter Kurzfilm von Matthias Bruhn aus dem Jahr 2010. Er entstand nach dem gleichnamigen Bilderbuch von Wolf Erlbruch.

## Handlung
Eine Ente bemerkt, dass hinter ihr der Tod herläuft. Sie spricht ihn an, und er gibt zu, bereits das ganze Leben lang in ihrer Nähe gewesen zu sein – nur für den Fall, dass ihr etwas zustoße. Er sorge jedoch nicht für ihren Tod, sondern das Leben. In seinen Händen hält der Tod eine schwarze Tulpe, die er hin und wieder streicht und schließlich hinter seinem Rücken versteckt.
Die Ente und der Tod wandern im Herbst durch die Gegend und unterhalten sich. Die Ente erzählt dem Tod, dass einige ihrer Freunde glauben, nach dem Sterben als Engel in den Himmel zu kommen. Andere erzählen, dass man in die Hölle kommt und gebraten wird, wenn man keine gute Ente war. Der Tod kann der Ente nicht sagen, ob diese Vorstellungen stimmen.
Der Herbst geht voran, die Blätter fallen. Die Ente überredet den Tod, mit ihr auf einen Baum zu klettern. Sie glaubt, dass der Teich nach ihrem Tod genauso leer sein werde wie jetzt beim Blick vom Baum herunter. Doch der Tod erzählt der Ente, dass für sie nach dem Tod der Teich verschwunden sein werde. Gemeinsam klettern sie vom Baum, da man in der Höhe auf merkwürdige Gedanken komme.
Es wird Winter, der Schnee fällt und die Ente friert. Sie bittet den Tod, sie zu wärmen, und der Tod nimmt sie behutsam in die Arme. Die Ente stirbt. Der Tod trägt sie zum See und legt sie auf das Wasser. Die Tulpe legt er auf sie und lässt die Ente über das Wasser und einen Fluss hinunter treiben. Der Sprecher gibt zu, dass der Tod fast ein wenig traurig war, sich jedoch bewusst war, dass das Leben eben so ist.

## Produktion
Ente, Tod und Tulpe entstand nach dem gleichnamigen Bilderbuch von Wolf Erlbruch. Matthias Bruhn als Regisseur und Richard Lutterbeck als Produzent hatten zuvor bereits zwei andere Geschichten Erlbruchs – Die große Frage und Vom kleinen Maulwurf, der wissen wollte, wer ihm auf den Kopf gemacht hat – verfilmt. Erlbruch selbst war an der Entstehung des Films beratend beteiligt. Ziel war es, möglichst nah an der Buchvorlage zu bleiben. Eine Änderung wurde bei der Tulpe eingeführt: Ist sie im Buch erst am Ende im Zusammenhang mit dem Tod der Ente zu sehen, trägt der Tod im Film die Blume bereits zu Beginn mit sich und versteckt sie schließlich vor der Ente, sodass die Blume erst am Ende nach dem Ententod wieder ins Bild kommt.
Die Produktion des Films begann im Frühjahr 2009 und endete im Februar 2010, wobei die reine Animation vier Monate dauerte. Zum zehnköpfigen Animationsteam gehörten Victor Ens und Reynald Sommerkamp. Der Film erlebte am 1. Juli 2010 auf dem Filmfestival in München seine Premiere.

## Synchronisation

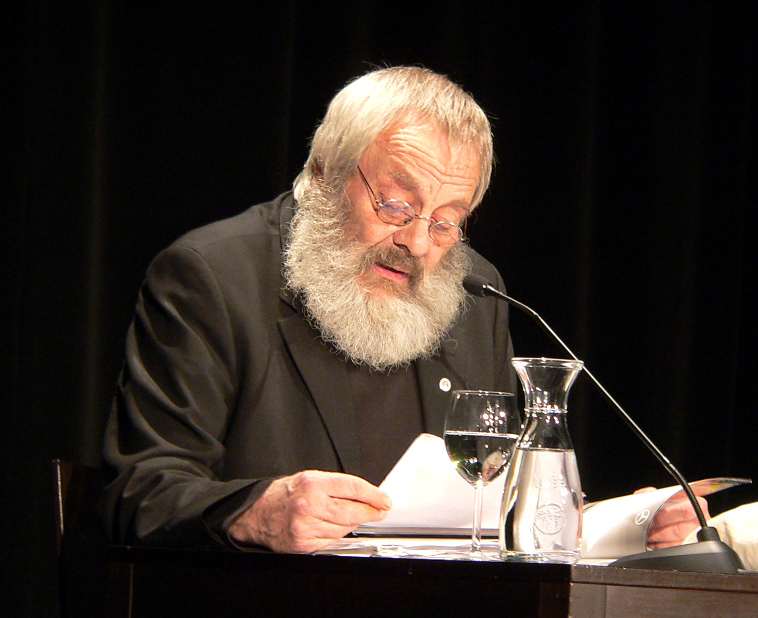
Harry Rowohlt, Synchronstimme des Todes

| Rolle    | Sprecher       |
| -------- | -------------- |
| Ente     | Anna Thalbach  |
| Tod      | Harry Rowohlt  |
| Erzähler | Gregor Höppner |

## Kritik
Ente, Tod und Tulpe wurde vom Evangelischen Medienhaus im Rahmen der DVD-Reihe DVD-complett veröffentlicht, die sich als Lehrmittelreihe für Unterricht und Bildungsarbeit versteht. Der Film solle Grundschulkindern die unbefangene Auseinandersetzung mit dem Tod ermöglichen und „Regisseur Matthias Bruhn setzt dieses Gleichnis über Leben und Tod auf hervorragende Weise um. Dazu trägt die sensible und bis ins Detail ausgefeilte Animation von Ente und Tod, die den leisen Zwischentönen angepasste, ausgezeichnete Musik, sowie die Leistung der Synchronsprecher Anna Thalbach und Harry Rowohlt bei.“
Regisseur Matthias Bruhn erzähle „auf sanfte Weise“, „die pastellfarbenen Bilder lassen viel Freiheit für dieses schöne und ebenso weise Gleichnis und entfalten ihre poetische Kraft gleich in der ersten Minute“, so die Einschätzung der Deutschen Film- und Medienbewertung (FBW), die dem Film das Prädikat „besonders wertvoll“ verlieh.

## Auszeichnungen (Auswahl)
Auf dem Internationalen Filmfestival Schlingel wurde Ente, Tod und Tulpe 2010 mit dem Animationsfilmpreis ausgezeichnet. Auf dem Uppsala International Short Film Festival in Schweden erhielt der Film den Preis als Bester Kinderfilm 2010.
Ente, Tod und Tulpe erhielt den Kurzfilmpreis 2011 der Murnau-Stiftung und wurde beim 18. Trickfilmfestival Stuttgart 2011 in der Rubrik „Tricks for Kids: Bester Kinderfilm“ mit dem Hauptpreis ausgezeichnet. Auf dem Children’s/Youth Program New York Festivals in den USA erhielt der Film 2011 die Silbermedaille.
Die FBW zeichnete den Film mit dem Prädikat „besonders wertvoll“ aus.